# Lackfabrik Woelfert & Heinrich
Lackfabrik Woelfert & Heinrich – niemieckie przedsiębiorstwo zajmujące się produkcją laku, powstała w Szczecinie w 1891 roku jako spółka Ernesta Woelferta i Karla Heinricha, prowadzących wcześniej hurtownię farb.
Siedziba przedsiębiorstwa znajdowała się przy Speicherstrasse 26. Po śmierci Karla Heinricha w 1900 firma i fabryka stały się własnością Woelferta. Fabrykę zbudowano w Wiku Górnym (Oberwiek). Firma należała do Związku Handlarzy Lakiem i Farbami (Verein der Lack- und Farbenhändler), którego przewodniczącym był Woelfert. Fabryka uległa zniszczeniu podczas nocnego nalotu alianckiego na Pomorzany z 20 na 21 kwietnia 1943, ocalała część produkcyjna kitu.